# Saxifraga rigoi
Saxifraga rigoi är en stenbräckeväxtart. Saxifraga rigoi ingår i Bräckesläktet som ingår i familjen stenbräckeväxter.

## Underarter
Arten delas in i följande underarter:
- S. r. maroccana
- S. r. rigoi